# 王雪非
王雪非（1956年5月—），男，汉族，河南信阳人，中华人民共和国政治人物。水电部列车电业局保定电力学校毕业，江苏广播电视大学语文专业毕业，中共江苏省委党校研究生学历。

## 生平
1973年4月参加工作，1975年4月加入中国共产党。2000年，任中共江苏省委研究室副主任。2003年，任中共江苏省委副秘书长、省委研究室主任。2007年7月，任中共江苏省委副秘书长、办公厅主任。2014年12月，任中共江苏省委统战部部长。2015年1月，当选江苏省政协副主席。2016年12月，不再担任中共江苏省委统战部部长。